# نظام شبه رئاسي
| أنظمة الحكم الجمهورية: |
| جمهوريات رئاسية برئاسة تنفيذية منفصلة عن الهيئة التشريعية جمهوريات شبه رئاسية برئاسة تنفيذية ورئيس منفصل للحكومة يقود بقية السلطة التنفيذية، والذي يُعينه الرئيس ويكون مسؤولاً أمام الهيئة التشريعية جمهوريات برلمانية ذات رئيس شرفي وغير تنفيذي، وفيها يقود رئيس الحكومة السلطة التنفيذية ويعتمد على ثقة المجلس التشريعي جمهوريات يُنتخب أو يُسمى فيها رئيس للدولة وللحكومة من قبل الهيئة التشريعية وقد يخضع أو لا يخضع لثقة البرلمان جمهورية مستقلة عن المجلس، وفيها يكون فيها الرئيس أو حكومة المديرين على رأس الحكومة وتنتخبه الهيئة التشريعية، ولكنه مستقل عنها وغير مسؤول أمامها جمهورية ثِيُقراطية، وفيها يتمتع المرشد الأعلى بسلطة تنفيذية وتشريعية كبيرة |

| أنظمة الحكم الملكية: |
| ملكيات دستورية، مع عاهل شرفي وغير تنفيذي، وفيها يقود رئيس منفصل للحكومة السلطة التنفيذية ملكيات شبه دستورية، مع عاهل يتمتع بسلطة تنفيذية أو تشريعية كبيرة ملكيات مطلقة، وفيها تكون السلطة بيد العاهل |

| دول الحزب الواحد (جمهوريات من حيث المبدأ) دول ذات نظام المجلس العسكري: لجنة من القادة العسكريين تسيطر على الحكومة، دول عُلقت فيها الأحكام الدستورية الخاصة بالحكومة دول ذات حكومة مؤقتة: لا يوجد أي أساس دستوري محدد لأنظمتها الحالية الأقاليم التابعة أو الأماكن التي لا توجد بها حكومات |

النظام شبه الرئاسي أو النصف الرئاسي هو نظام خليط بين النظام الرئاسي والبرلماني. يكون فيه رئيس الجمهورية ورئيس الوزراء شريكان في تسيير شؤون الدولة، ويختلف توزيع هذه السلطات بين رئيس الجمهورية ورئيس الوزراء من بلد إلى آّخر، ويختلف هذا النظام عن النظام البرلماني في أن رئيس الجمهورية يُنتخب من طرف الشعب بالاقتراع العام المباشر، ويختلف عن النظام الرئاسي في أن رئيس الوزراء مسؤول أمام البرلمان ويستطيع البرلمان محاسبته وعزله.

## نشأة النظام شبه الرئاسي
تقوم الأنظمة شبه الرئاسية على دستور يشمل قواعد يتميز بها عن النظام البرلماني وقواعده سائدة في المجتمع، فهي تقرر في دساتيرها انتخاب رئيس الجمهورية عن طريق الانتخاب وهو يتمتع بسلطات خاصة، وكذا وجود وزير أول يقود الحكومة التي كما ذكرنا يستطيع البرلمان إسقاطها. فهو كما ذكرنا سالفا نظام مختلط يجمع بين النظامين البرلماني والرئاسي ومن أمثلة الأنظمة شبه الرئاسية النظام الفرنسي والنظام البرتغالي.
و تختلف هذه الأنظمة من حيث أبعاد السلطات التي تتمتع بها في ضوء موقف وقوة الرئيس الفعلي ويمكن تلخصيها فيما يلي:
هو نظام حكم يكون فيه رئيس الدولة ورئيس الوزراء مشاركين بشكل نشط في الإدارة اليومية لشؤون الدولة. يختلف هذا النظام عن الجمهورية البرلمانية في أن رأس الدولة ليس منصباً شرفياً. ويختلف عن النظام الرئاسي في كون مجلس الوزراء، رغم كونه معين من قبل رئيس الدولة، يخضع لرقابة المُشرع (البرلمان) وقد يُجبر على الاستقالة بسحب الثقة عنه.
اتجهت بعض النظم الليبرالية الغربية المعاصرة والتي هي برلمانية في الأصل إلى تقوية سلطات رئيس الدولة والتي هي أصلا ضعيفة حيث يمارسها عنه الوزراء ويُساءلون عنها أمام البرلمان وهذا لا يتم إلا من منطق وجود شرعية أقوى وهي تلقّي السلطة مباشرة من الأمة (الشعب) بالانتخاب فتصبح وظيفته نيابية، فلا يُساءل أمام البرلمان مما يعطيه سلطات إضافية. ومن هذا المنطلق نشأ النظام شبه الرئاسي الفرنسي بداية من 1958 حيث قام الرئيس الفرنسي شارل ديغول بتأسيس ما عرف في التاريخ السياسي الفرنسي بالجمهورية الخامسة، عندما وضع دستوراً جديداً عرض على الاستفتاء الشعبي في سبتمبر من عام 1958 وحصل على الموافقة. وقد مر ظهور الجمهورية الخامسة بعدة مراحل بداية من سقوط الجمهورية الرابعة التي كان للثورة الجزائرية دور بالغ الأهمية في سقوطها، وذهب إلى ذلك الأستاذ أندي هوريو حيت قال «ربما كانت الجمهورية الرابعة قد توصلت إلى إصلاح ذاتها لو أنها استطاعت إنهاء مشكلة استعمار الجزائر» فالدولة فشلت والمتسبب في ذلك حسب ديغول هو نظام الأحزاب مما استدعى ضرورة إصلاح مؤسسات الدولة. فبعد أن استقالت حكومة بفليملان يوم 28 مايو 1958، طلب رئيس الجمهورية رينيه كوتي René Coty من شارل ديغول تشكيل حكومة وهدد بأنه في حال رفض منح الثقة له من طرف النواب فإنه سيستقيل ويمنح السلطة لرئيس الجمعية الوطنية. وفي اليوم الأول من شهر جوان 1958 حصل ديغول على ثقة أغلبية النواب (329 ضد 224) وطلب من البرلمان الموافقة على قانون يمنح للحكومة جميع السلطات وتعديل المادة 9 من الدستور، والمتعلقة بتعديل الدستور، فوافق البرلمان على القانون الأول الذي مكنها من اللجوء إلى الأوامر لمدة ستة أشهر واتخاذ الإجراءات الملائمة قصد الاستقرار، ثم وافق على المشروع الثاني.
و على إثر ذلك قدم مشروع الدستور الجديد للجنة الاستشارية لدراسته، وصدر مرسوم تشكيلها يوم 16 يوليو 1958، وبعد دراسته قُدّم للشعب يوم 28 سبتمبر للاستفتاء فيه بموجب أمر 20 أغسطس 1958 ونال موافقته أيضا، ثم أنشأت المؤسسات الدستورية بموجب الدستور الجديد حيت انتخب نواب الجمعية الوطنية واجتمعت لأول مرة في 09 ديسمبر 1958، وفي يوم 12 ديسمبر 1958 انتخب شارل ديغول لولاية رئاسية أولى من قبل هيئة ناخبة خاصة مؤلفة من أعضاء البرلمان ومستشارين عامين وممثلين عن الأعضاء المنتخبين في المجالس البلدية، أي نحو 80 ألف ناخب كبير. واعتمد هذا النظام لمرة وحيدة وباشر وظائفه يوم 08 يناير 1959 وشكلت الحكومة في نفس اليوم وانتخب مجلس الشيوخ في 26 أبريل 1959. ثم توالت تعديلات الدستور حتى سنة 1962. حين أقيمت أول انتخابات رئاسية مباشرة من طرف الشعب.
و يتميز دستور 1958 بكونه أخذ لأول مرة بنظام برلماني عقلاني يسيطر فيه الجهاز التنفيذي كما حولت للرئيس سلطات واسعة اتجهت إلى تقويته فاقترب النظام الفرنسي الحالي والذي هو برلماني أصلا من النظام الرئاسي ولذلك سمي بالنظام شبه الرئاسي.

### الرئيس متمتع بالأغلبية البرلمانية
كلما كان الرئيس يتمتع بمساندة الأغلبية البرلمانية فإن موقف الحكومة قوي بالنظر إلى أن الرئيس هو من يعينها فهو بذلك يكتسب قوة كبيرة تتجاوز أحيانا سلطة الرئيس في النظام الرئاسي، والنظام الفرنسي هو أحسن مثال على ذلك حيث أنه منذ الستينات يتمتع الرئيس بالأغلبية حتى أنه أصبح يقيل رئيس الوزراء رغم عدم وجود ما يخول له ذلك في الدستور ولم يحد عن ذلك الا سنة 1986 حين عرفت حالة «التعايش المزدوج.» Cohabitation وهي الحالة التي يتم فيها اختيار رئيس الجمهورية من اتجاه فكري مناقض للاتجاه الذي يمثله رئيس الوزراء. حيث اضطر الرئيس الفرنسي السابق ميتران «الاشتراكي» عندما فرضت عليه الجمعية العمومية أن يختار السيد شيراك «اليميني الرأسمالي» – الرئيس التالي – المنتهية عهدته- ليكون رئيسا للوزراء عام 1986، كما حلت الجمعية عدة مرات.
و بالمقابل نجد الرئيس النمساوي ضعيفا واقعيا، على خلاف الرئيس الفرنسي، مع أنه يتمتع تقريبا بنفس السلطات، وهي وضعية تجعل من الرئيس شخصا شبيها بالرئيس في النظام البرلماني، وذلك لأن الأحزاب السياسية هي التي ارتضت أن يكون المستشار الذي يتمتع بالأغلبية البرلمانية لديه السلطة السياسية ويتمتع بسلطات وفق الدستور ولكن لا يمارسها.

### الرئيس لا يتمتع بالأغلبية البرلمانية
إذا كان الرئيس لا يتمتع بالأغلبية البرلمانية فإن الحكومة هنا تكون منقوصة من وسيلة المبادرة مما يؤثر على استقرارها، وفي هذه الحالة قد نجد حزبا يمتلك الأغلبية رغم تعدد الأحزاب مثل آيسلندا (حزب الاستقلال) والبعض الآخر لا يملكها مثل فلندا والبرتغال، ففي الحالة الأولى يستطيع الرئيس أن يترك المبادرة للحكومة، أما الحالة الثانية فإن هذه المبادرة تكون للرئيس نتجية لعدم سيطرة مطلقة على البرلمان وكذا انقسام الأحزاب، ففي أيرلندا وآيسلندا مثلا يكون الرؤساء من الضعف بحيث يتركون الحكومات تواجه البرلمانات وتسير سياسة الدولة، فهم يشبهون الرؤساء في الأنظمة البرلمانية بحيث تقتصر مهمتهم على تعيين رئيس وزراء قادر على جمع أغلبية برلمانية مع الاحتفاظ لنفسه بدور المحافظ على النظام وإن كان يمارس سلطة معنوية واسعة.
أما فلندا فإننا نجد الرئيس قويا نتيجة الانقسام الداخلي للأحزاب فهو مجبر على استعمال كل السلطات المخولة لدفع الأحزاب إلى تكوين ائتلاف يسمح للوزير الأول ومساعديه لتسيير شؤون الدولة.

## مزايا وعيوب النظام شبه الرئاسي

### مزايا النظام
للنظام شبه الرئاسي عدة مزايا نذكر منها
- من حق الحكومة إصدار قرارات لها فاعلية القوانين بشرط موافقة رئيس الجمهورية على ذلك. والحق في اقتراح القضايا التي يجب مناقشتها في مجلس الشعب ويمكن أن تشترط على مجلس الشعب الكيفية التي يجب أن يتم بها مناقشة هذه القضايا كأن تشترط أن يتم مناقشتها بدون تعديل ولا إضافة أوان يتم التصويت عليها بنعم أو لا.
- هذا النظام يعطى لرئيس الجمهورية حق حل مجلس الشعب والمطالبة بانتخابات جديدة للمجلس بشرط ألا يسيء استخدام هذا الحق. بمعنى لا يجب على رئيس الجمهورية المطالبة بانتخابات جديدة للمجلس أكثر من مرة واحدة في كل سنة. ومن جهة أخرى يمكن للجمعية الوطنية فصل رئيس الوزراء أو أي وزير آخر عن طريق سحب الثقة منهم. كما أن لرئيس الجمهورية الحق في فرض قانون الطوارئ. والحق في استفتاء الشعب في قضايا يراها هامة ونتائج هذا الاستفتاء لها قوة القانون في الدولة.
- المرجعية الدستورية في هذا النظام في يد مجلس دستوري. وكيفية اختيار هذا المجلس يختلف من دولة إلى أخرى. فعلى سبيل المثال يتكون المجلس الدستوري في فرنسا من تسعة (9) أعضاء يتم اختيارهم لمدة تسعة (9) سنوات كالاتى: يختار رئيس الجمهورية ثلاث (3) أعضاء، ويختار رئيس مجلس الشعب ثلاث (3) أعضاء، ويختار رئيس مجلس الشيوخ ثلاث (3) أعضاء. أما في إيران فيتم اختيار أعضاء المجلس الدستوري عن طريق الانتخابات العامة من مجموعة من الفقهاء والخبراء الدستوريين.

### عيوب النظام شبه الرئاسي
المشكلة الأساسية التي تواجه هذا النظام هي عندما تتصادم مصالح رئيس الجمهورية مع مصالح رئيس مجلس الوزراء الذي يمثل مصالح البرلمان. وهذه المشكلة عرفت في السياسة الفرنسية «بمشكلة التعايش المزدوج.» وهي الحالة التي يتم فيها اختيار رئيس الجمهورية من اتجاه فكري مناقض للاتجاه الذي يمثله رئيس الوزراء. كما حدث للرئيس الفرنسي السابق ميتران «الاشتراكي» عندما فرضت عليه الجمعية العمومية أن يختار السيد شيراك «اليميني الرأسمالي» ليكون رئيسا للوزراء عام 1986. وعليه فمن الواجب على رئيس الجمهورية ورئيس الوزراء أن يتعاونا وأن يتحدا لكي تنجح الحكومة وتحقق أهدافها.
- إمكانية قيام رئيس الجمهورية بإساءة استخدام حقه في استفتاء الشعب كما هو سائد اليوم في كثير من الدول ذات النظام شبه الرئاسي